# Giovanni Zadra
Giovanni Zadra (Torino, 28 agosto 1947) è un giocatore di curling italiano.
Ha fatto parte della nazionale italiana di curling ed ha partecipato ad un campionato europeo disputato a Lillehammer nel 1990.